# Пиковое отношение сигнала к шуму
Пиковое отношение сигнала к шуму (англ. peak signal-to-noise ratio) обозначается аббревиатурой PSNR и является инженерным термином, означающим соотношение между максимумом возможного значения сигнала и мощностью шума, искажающего значения сигнала. Поскольку многие сигналы имеют широкий динамический диапазон, PSNR обычно измеряется в логарифмической шкале в децибелах.
PSNR наиболее часто используется для измерения уровня искажений при сжатии изображений. Проще всего его определить через среднеквадратичную ошибку (СКО) или MSE (англ. mean square error).
1. В случае использования MSE этот показатель для двух монохромных изображений I и K размера m×n, одно из которых считается зашумленным приближением другого, вычисляется по формуле:
{\displaystyle {\mathit {MSE}}={\frac {1}{mn}}\sum _{i=0}^{m-1}\sum _{j=0}^{n-1}|I(i,j)-K(i,j)|^{2}}
PSNR определяется так:
{\displaystyle {\mathit {PSNR}}=10\log _{10}\left({\frac {{\mathit {MAX}}_{I}^{2}}{\mathit {MSE}}}\right)=20\log _{10}\left({\frac {{\mathit {MAX}}_{I}}{\sqrt {\mathit {MSE}}}}\right)}
где MAXI — это максимальное значение, принимаемое пикселем изображения. Когда пиксели имеют разрядность 8 бит, MAXI = 255. Вообще говоря, когда значения сигнала представлены линейно (PCM) с B битами на значение, максимально возможное значение MAXI будет 2B−1.
2. В случае использования СКО (англ. root-mean-square error) этот показатель для двух монохромных изображений I и K размера m×n, одно из которых считается зашумленным приближением другого, вычисляется так:
{\displaystyle {\mathit {RMSE}}={\sqrt {{\frac {1}{mn}}\sum _{i=0}^{m-1}\sum _{j=0}^{n-1}|I(i,j)-K(i,j)|^{2}}}}
PSNR определяется так:
{\displaystyle {\mathit {PSNR}}=10\log _{10}\left({\frac {{\mathit {MAX}}_{I}^{2}}{{\mathit {RMSE}}^{2}}}\right)=20\log _{10}\left({\frac {{\mathit {MAX}}_{I}}{\mathit {RMSE}}}\right)}
где MAXI — это максимальное значение, принимаемое пикселем изображения. Когда пиксели имеют разрядность 8 бит, MAXI = 255. Вообще говоря, когда значения сигнала представлены линейно (PCM) с B битами на значение, максимально возможное значение MAXI будет 2B−1.
Термин «Пиковое отношение сигнала к шуму» является часто употребляемым, но не совсем верным дословным переводом английского термина «peak signal-to-noise ratio». Правильным переводом было бы «отношение пикового уровня сигнала к шуму». Здесь учитывается тот факт, что при вычислении PSNR вычисляется именно отношение максимально возможного («пикового») сигнала по отношению к уровню шума, а не ищется максимальное («пиковое») отношение вычисленного значения сигнал/шум, как можно было бы понять из неверного дословного перевода.
Для цветных изображений с тремя компонентами RGB на пиксель применяется такое же определение PSNR, но MSE считается по всем трем компонентам (и делится на утроенный размер изображения).
Типичные значения PSNR для сжатия изображений лежат в пределах от 30 до 40 dB.
Пример значений PSNR для сжатого изображения с различными уровнями качества